# Chris Chalk
Christopher Eugene „Chris“ Chalk (* vor 1978 in Asheville, North Carolina) ist ein US-amerikanischer Schauspieler.

## Leben
Chris Chalk wuchs in Asheville in North Carolina auf und besuchte die Asheville High School, die er 1996 abschloss. Danach studierte er an der University of North Carolina at Greensboro und ging nach Abschluss seines Studiums 2001 nach New York, um eine Karriere als Schauspieler zu verfolgen. Dort arbeitete er aber zunächst für einige Zeit als Türsteher bei einem Hotel, bevor ihm der Durchbruch als Schauspieler gelang.
Seitdem ist er regelmäßig in bekannten US-Produktionen zu sehen. Neben einzelnen Gastauftritten spielte er auch wiederkehrende Rollen in Serien, wie Justified, Homeland oder The Newsroom. Seit 2014 spielt er die Hauptrolle des Lucius Fox in der Serie Gotham. 2019 war er in einer kleinen Rolle in der Miniserie When They See Us zu sehen.
Chalk verkörperte auch Rollen in Filmen wie Als sie mich fand oder 12 Years a Slave. 2020 übernahm er als Paul Drake eine zentrale Rolle in der Serie Perry Mason.
Chalk verlobte sich im September 2016 mit Kimberley Dalton Mitchell, die er am 22. April des folgenden Jahres in seiner Heimatstadt Asheville heiratete. Sie leben heute gemeinsam in Los Angeles.

## Filmografie (Auswahl)
- 2003, 2009: Law & Order (Fernsehserie, 2 Episoden)
- 2004–2006: Law & Order: Special Victims Unit (Fernsehserie, 2 Episoden)
- 2005: Rent
- 2006: The Architect
- 2006: Rescue Me (Fernsehserie, Episode: 3x04)
- 2007: Tödliche Entscheidung – Before the Devil Knows You’re Dead (Before the Devil Knows You´re Dead)
- 2007: Als sie mich fand (Then She Found Me)
- 2008: Michael Stahl-David (Fernsehserie, 10 Episoden)
- 2009: Good Wife (The Good Wife, Fernsehserie, Episode: 1x05)
- 2010: Criminal Intent – Verbrechen im Visier (Law & Order: Criminal Intent, Fernsehserie, Episode: 9x15)
- 2011: Person of Interest (Fernsehserie, Episode: 1x01)
- 2011–2013: Homeland (Fernsehserie, 7 Episoden)
- 2012: Being Flynn
- 2012–2014: The Newsroom (Fernsehserie, 24 Episoden)
- 2013: Justified (Fernsehserie, 2 Episoden)
- 2013: Burning Blue
- 2013: 12 Years a Slave
- 2014: Unforgettable (Fernsehserie, Episode: 2x10)
- 2014: Sons of Anarchy (Fernsehserie, Episode: 7x01)
- 2015: Complications (Fernsehserie, 8 Episoden)
- 2015–2019: Gotham (Fernsehserie)
- 2016: The Blacklist (Fernsehserie, Episode 3x15)
- 2016–2017: Underground (Fernsehserie, 5 Episoden)
- 2017: Detroit
- 2019: When They See Us (Miniserie, 2 Episoden)
- 2019: The Red Sea Diving Resort
- 2020–2023: Perry Mason (Fernsehserie)
- 2020: Farewell
- 2021: Godzilla vs. Kong
- 2023: All Dirt Roads Taste of Salt